# 노스텔지어 (음악 게임)

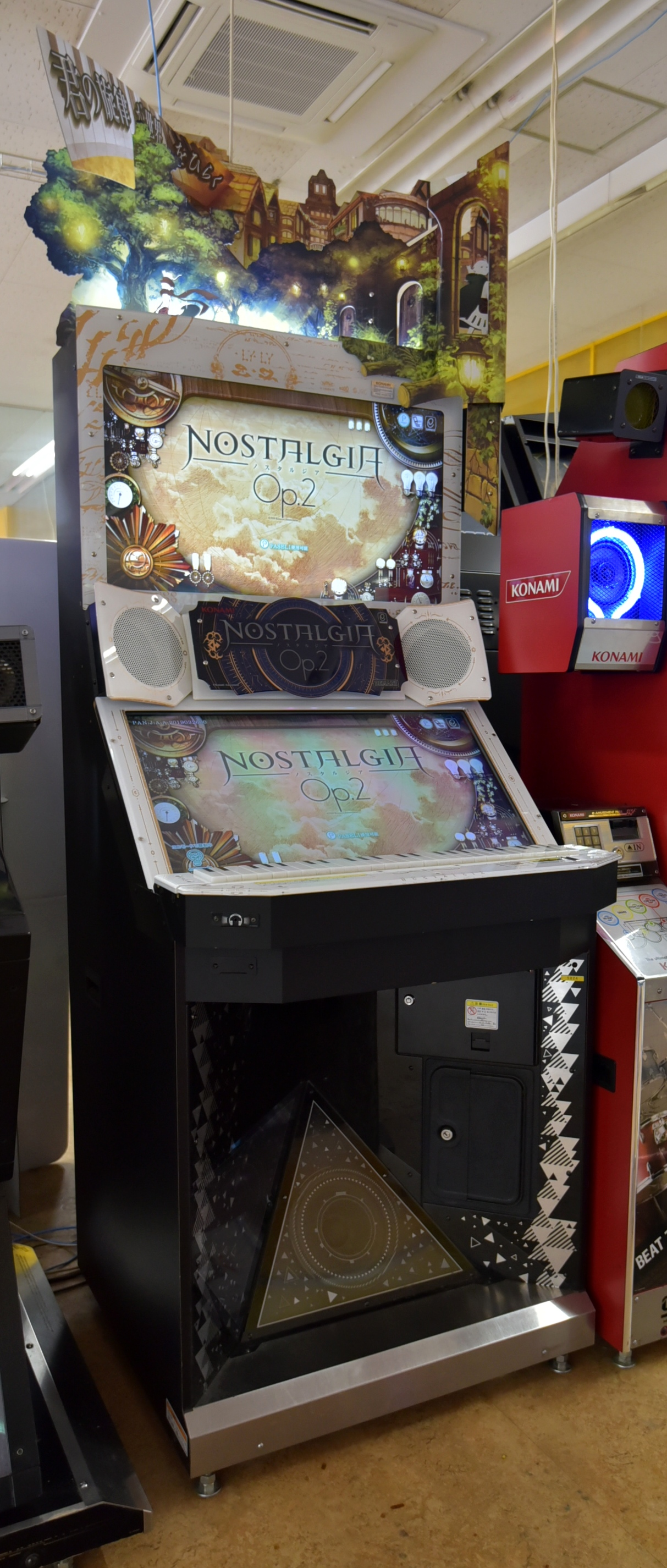
노스텔지어 Op.2 기체의 모습.

노스텔지어(NOSTALGIA, 일본어: ノスタルジア)는 JAEPO 2016에서 처음 공개되었으며 2017년 3월 1일 코나미 어뮤즈먼트에서 발매한 아케이드 게임이다. 피아노 건반을 본따 건반을 치는 리듬 게임이다.
수록곡으로는 클래식 음악부터 J-POP, 동방프로젝트 어레인지 음악 등 다양한 장르가 수록되어 있다. 각 곡당 채보 난이도는 EASY-NORMAL-EXPERT-REAL(리얼은 일부 곡에만 있음)으로 나눠져 있다.

## 게임 버전
- 노스텔지어 (2017년 3월 1일 발매)
- 노스텔지어 포르테 (2017년 7월 19일 발매)
- 노스텔지어 Op.2 (2018년 9월 26일 발매)
- 노스텔지어 Op.3 (2019년 12월 2일 발매, 한국은 12월 19일 발매)

## 같이 보기
- 츄니즘
- 키보드 매니아
- BeatStream